# (9746) Kazukoichikawa
(9746) Kazukoichikawa (1988 VS1) – planetoida z pasa głównego asteroid okrążająca Słońce w ciągu 3,28 lat w średniej odległości 2,21 j.a. Odkryta 7 listopada 1988 roku.